# Smithornis capensis
El eurilaimo africano (Smithornis capensis) es una especie de ave paseriforme de la familia Eurylaimidae que vive en el África subsahariana.

## Distribución y hábitat
Se encuentra en las selvas y sabanas húmedas de Angola, Botsuana, Camerún, República Centroafricana, República del Congo, República Democrática del Congo, Costa de Marfil, Gabón, Ghana, Kenia, Liberia, Malaui, Mozambique, Namibia, Nigeria, Ruanda, Sierra Leona, Sudáfrica, Suazilandia, Tanzania, Uganda, Zambia y Zimbabue.